# گئورگ هاکوبیان (هنرپیشه)
گئورگ مناتساکانی هاکوبیان (ارمنی: Գևորգ Մնացականի Հակոբյան؛  زادهٔ ۱۲ سپتامبر ۱۹۱۷ - درگذشته ۱۷ نوامبر ۱۹۹۶) بازیگر تئاتر اهل ارمنستان بود.

## زندگی‌نامه
وی در ۱۲ سپتامبر ۱۹۱۷ در آلکساندراپول به دنیا آمد . وی همچنین برنده جوایزی همچون هنرمند مردمی ارمنستان شوروی (۱۹۸۵) شد. وی در	۱۷ نوامبر ۱۹۹۶ در سن ۷۹ سالگی در گیومری درگذشت.